# Horst Ludwig Störmer
Horst Ludwig Störmer, nemški fizik, * 6. april 1949.
Störmer je leta 1998 prejel Nobelovo nagrado za fiziko.